# Alexander Wiktorowitsch Arekejew
Alexander Wiktorowitsch Arekejew (russisch Александр Викторович Арекеев; * 12. Oktober 1982 in Ischewsk) ist ein russischer Radrennfahrer.

## Karriere
Alexander Arekejew gewann bei den UCI-Straßen-Weltmeisterschaften 2000 in Plouay die Bronzemedaille im Straßenrennen der Junioren hinter Jeremy Yates und Antonio Bucciero. Seit 2004 fährt er für das italienische Professional Continental Team Acqua & Sapone. Seine bisher besten Platzierungen waren ein fünfter Platz beim Giro dell’Emilia 2005 und ein dritter Platz auf der achten Etappe der Friedensfahrt 2006. 2007 gewann er mit einem Etappensieg bei Tirreno–Adriatico sein erstes und einziges ProTour-Rennen.

## Erfolge
2007
- eine Etappe Tirreno–Adriatico

## Teams
- 2004 Acqua & Sapone-Caffè Mokambo
- 2005 Acqua & Sapone-Adria Mobil
- 2006 Acqua & Sapone-Adria Mobil
- 2007 Acqua & Sapone-Caffè Mokambo
- 2008 Acqua & Sapone-Caffè Mokambo
- 2009 Acqua & Sapone-Caffè Mokambo
- 2010 Katusha Continental Team